# 今与昔
今与昔是英国摇滚乐队披头士乐队在2023年11月2日发行的一首单曲，是一首带有迷幻摇滚风格的民谣，被称为“披头士乐队的终曲”，这是披头士自1996年发行《Real Love》时隔27多年的第一首新歌，也是披头士乐队解散后的第三首单曲，53年后第一首单曲。
这首歌起初是由已故乐队成员约翰·列侬在乐队解散后于1977年左右创作的，他在家中为录制了一个有钢琴伴奏的小样，但并未完成。1980年，列侬遇刺，到1994年，约翰·列侬的遗孀小野洋子将这首小样连同其它的列侬遗作带给了剩余三位前披头士成员，另三人围绕着列侬留下的遗作继续进行了编曲，1995年，他们在精选辑《Anthology 1》中发行了列侬的另两首遗作《Free as a Bird》和《Real Love》，但唯独这首因为列侬小样中的音质问题没有继续下去，被搁置了近三十余年，到2001年，另一位前队员乔治·哈里森也因肺癌去世。
直到30多年后，在使用了音频修复技术提取出了列侬的声音后，这项工作终于得以继续，最终版本还包含了由在世乐队成员保罗·麦卡特尼所编写的附加歌词。

## 引用
1. ↑  Aniftos, Rania. . Billboard. 26 October 2023  [26 October 2023]. （原始内容存档于26 October 2023）.
2. ↑  . TheBeatles.com.   [27 October 2023]. （原始内容存档于26 October 2023）.
3. ↑  . Apple Corps. 1 November 2023  [1 November 2023]. （原始内容存档于1 November 2023） –YouTube.
4. ↑  . The Beatles On Film. （原始内容存档于2 November 2023）.
5. ↑  Erlewine, Stephen Thomas. . Los Angeles Times. 30 October 2023  [30 October 2023]. （原始内容存档于30 October 2023）.
6. ↑  Denis, Kyle. . Billboard. 2023-11-02  [2023-11-02]. （原始内容存档于2023-11-03） （美国英语）.
7. ↑  . 享乐派.   [2025-04-24].
8. ↑  Coscarelli, Joe. . The New York Times. 2023-10-26  [2023-11-04]. ISSN 0362-4331. （原始内容存档于2023-11-06） （美国英语）.
9. ↑  . BBC News. 2023-11-01  [2023-11-04]. （原始内容存档于2023-11-08） （英国英语）.
10. ↑  . AP News. 2023-11-02  [2023-11-04]. （原始内容存档于2023-11-11） （英语）.
11. ↑  Orie, Amarachi. . CNN. 2023-11-02  [2023-11-04]. （原始内容存档于2023-11-11） （英语）.
12. ↑  News, A. B. C. . ABC News.   [2023-11-04]. （原始内容存档于2023-11-09） （英语）.
13. ↑  Pareles, Jon. . The New York Times. 2023-11-02  [2023-11-04]. ISSN 0362-4331. （原始内容存档于2023-11-03） （美国英语）.
14. ↑  . www.thebeatles.com.   [2023-11-04]. （原始内容存档于2023-11-08）.
15. ↑  Erlewine, Stephen Thomas. . Los Angeles Times. 2023-10-30  [2023-11-04]. （原始内容存档于2023-10-30） （美国英语）.